# LIVE TOUR Major Turn-Round
『LIVE TOUR Major Turn-Round』（ライブ・ツアー・メジャー・ターン・ラウンド）は、日本の音楽ユニットTM NETWORKが2001年11月21日及び12月5日にリリースした映像作品。

## メンバー
- 小室哲哉：キーボード・プロデュース
- 宇都宮隆：ボーカル・ギター
- 木根尚登：ギター・キーボード・コーラス

## サポートメンバー
- 葛城哲哉：ギター
- 山田亘：ドラムス
- 春山信吾：ベース

## 解説
再始動後、『EXPO』から9年ぶりとなるアルバム『Major Turn-Round』を引っ提げての全国ツアー『TM NETWORK TOUR MAJOR TURN-ROUND Supported by ROJAM.COM』を行った中で、2001年1月19日及び1月20日に東京国際フォーラムで行われたライブ映像を収録。DVDとVHSの2形態でリリースされているが、この頃からDVDが一般に普及、またそれに伴い業界全体がVHSからDVDに移行する時期に発売されたため、TMのVHSとしては最後の作品となる。またDVDにはボーナス・トラックが収録されている。VHSでは「01」と「02」にそれぞれ封入されている応募券とハガキで『03 -Premium Edition-』（非売品）が抽選で当たるというものであり、内容はDVD「01」・「02」のボーナス・トラックと全く同じ物である。
コンセプトは「ピンク・フロイドの『ザ・ウォール』を今やるとどうなるのか?彼らがやったライブの最後に壁を壊すのは不可能だからそれをどう具体化していくか?」を表現しようとした。

## 収録曲
全編曲：小室哲哉

### 01 -Turn Round Edition- （DVD/VHS）
-LIVE PERFORMANCE-
1. WORLDPROOF
  - 作曲：小室哲哉
2. IGNITION, SEQUENCE, START
  - 作詞：小室みつ子　作曲：小室哲哉
3. STILL LOVE HER
  - 作詞：小室哲哉　作曲：小室哲哉・木根尚登
4. MAJOR TURN-ROUND
  - 作詞：小室みつ子　作曲：小室哲哉
5. PALE SHELTER
  - 作詞：小室みつ子　作曲：木根尚登
6. WE ARE STARTING OVER
  - 作詞：小室みつ子　作曲：木根尚登
7. ELECTRIC PROPHET
  - 作詞：小室哲哉　作曲：小室哲哉・木根尚登
8. MESSaGE
  - 作詞：小室みつ子　作曲：小室哲哉
9. CUBE
  - 作詞：小室みつ子　作曲：木根尚登

-BONUS VIDEO-（DVD版のみ）
1. GET WILD for TK PERFORMANCE
  - 作詞：小室みつ子　作曲：小室哲哉

### 02 -Encore +D.HaradaV-Mix Edition- （DVD/VHS）
-LIVE PERFORMANCE ENCORE-
1. GET WILD
  - 作詞：小室みつ子　作曲：小室哲哉
2. TIME TO COUNT DOWN
  - 作詞：小室みつ子　作曲：小室哲哉
3. TIMEMACHINE
  - 作詞：小室哲哉　作曲：木根尚登

-D.HARADA V-MIX-
1. MAJOR TURN-ROUND
  - 作詞：小室みつ子　作曲：小室哲哉

-BONUS VIDEO-（DVDのみ）
1. TIME TO COUNT DOWN for TK PERFORMANCE
  - 作詞：小室みつ子　作曲：小室哲哉

### 03 -Premium Edition- （VHSのみ）
1. GET WILD for TK PERFORMANCE
  - 作詞：小室みつ子　作曲：小室哲哉
2. TIME TO COUNT DOWN for TK PERFORMANCE
  - 作詞：小室みつ子　作曲：小室哲哉